# Фрідріхштайн (Гессен)
Фрідріхштайн (нім. Schloss Friedrichstein) — кам'яний замок у місті Бад-Вільдунген федеральної землі Гессен в Німеччині.

## Історія
Було зведено у 1200 році графом Фрідріхом з династії Людовінгів, граф Вільдуген та Цігенґайм, син Людвига II, ландграфа Тюрингії. Після його смерті у 1229 році замок успадкувала старша донька Софія, що вийшла заміж за Бурхаржа IV Кверфуртського, бургграфа Магдебурга. Останній від імені дружини продав замок Людвигу IV, ландграфу Тюрингії.
До 1260 року в замку розміщувалися адміністративні приміщення і будівля суду, а потім він, як і саме місто Вільдунген, став власністю графа Адольфа фон Вальдек.
У 1660—1663 роках Йосіас II, молодший брат правлячого графа Вальдек — Християана-Людвига, здійснив перебудову замку в стилі французького бароко. 1665 року скульптор Рудольф Кіппенхан побудував рустований портал з розбитим фронтоном і гербом та бароковими сходами.
У 1669 році власник замку загинув в ході турецько-венеціанської війни на о. Крит, але роботи продовжила його удова Вільгельміна Нассау-Зіген. У 1678 році було побудовано нові брами.
Остаточно роботи з оновлення замку завершилися у 1707—1714 роках: було закінчено південне крило з терасою. Тоді власником замку був Фрідріх Антон Ульріх фон Вальдек, який дав замку та палацу своє ім'я.
У 1715—1719 роках в південному крилі італійськими скульпторами Андреа Галласіні та Карло Людовіко Кастеллі було облаштовано урочисту залу для прийомів, розписану італійським майстром. У 1751 і 1757 роках скільптором Марком Крістофом Крау палац було прикрашено яскравими рельєфами в стилі рококо. Втім, з середини XVIII століття Фрідріхштайн втратив статус головної графської резиденції.
У 1870—1871 роках, під час франко-прусської війни в палаці розташовувався шпиталь. Реставрацією замку зайнялися лише на початку XX століття, вже з 1906 року він став офіційною літньою резиденцією фон Вальдек.
У 1920 році замок передано Союзу Вальдек в державі Вальдек. Того ж року палац було переобладнана на готель. 1921 року в частині замку розташувався Гессенський гірський клуб. За часів Третього Рейху тут працювала націонал-соціалістична школа. У Фрідріхштайні часто зупинявся Герман Герінг.
Після Другої світової війни замок перейшов у власність федеральної землі Гессен. Натепер тут розмістився філіал музею федеративної землі Гессен, а також тут працює вишуканий ресторан.

## Опис
Замок розташовано на висоті 303 м над рівнем моря. Зведено було у готичному стилі. Після перебудови у стилі бароко було зведено два симетрично довгих крила і невеличке третє, що їх з'єднує. Від середньовічної споруди збереглася лише кругла вежа в готичному стилі. Нині являє собою фактично бароковий замок з елементами готики й рококо.